# Безконтактна картка

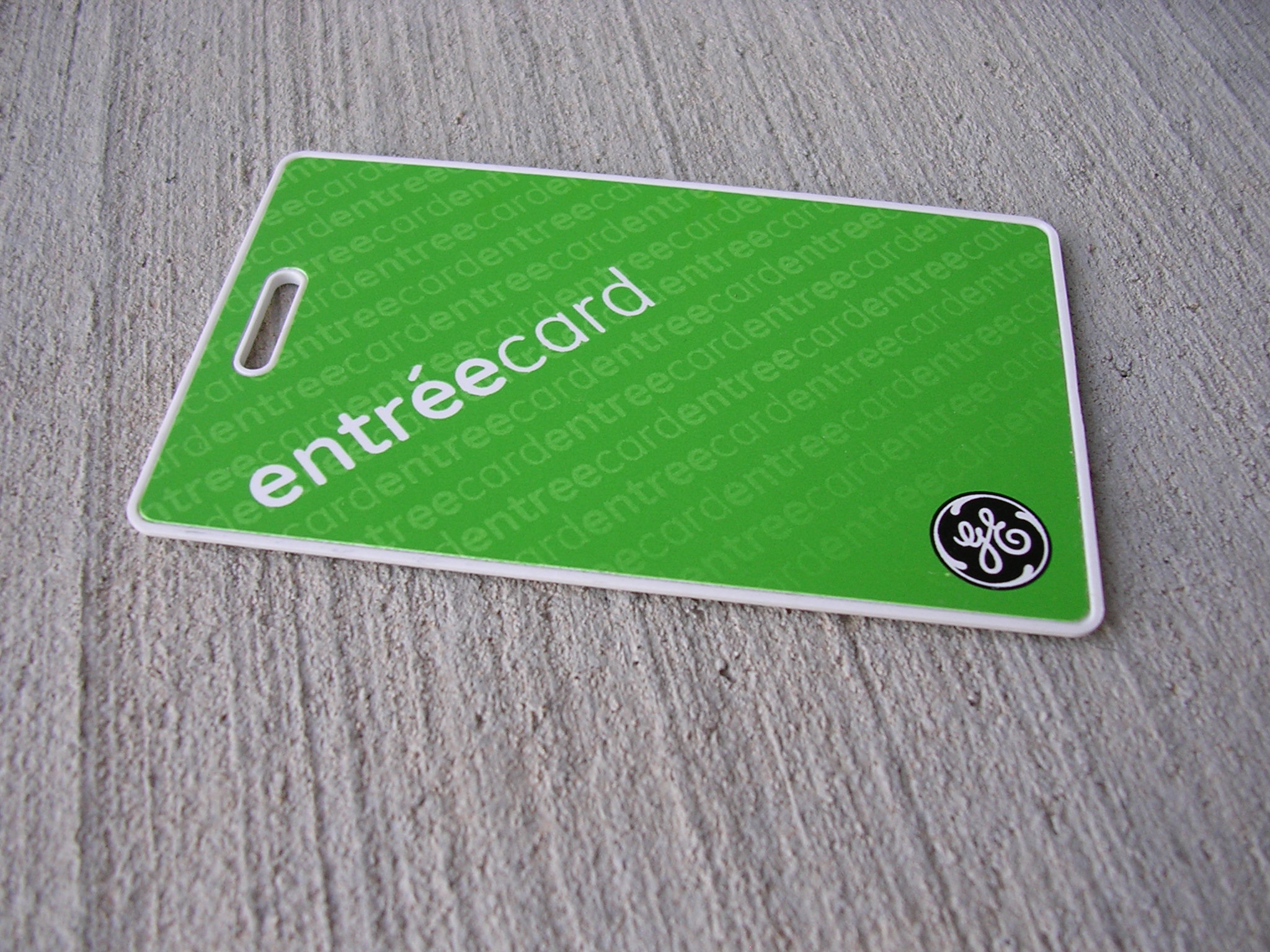
Безконтактна картка-пропуск

Безконтактна картка — загальна назва безконтактних пристроїв на інтегральних схемах (ІС), що використовуються  для розмежування доступу або в платіжних системах. Під безконтактними картками можуть матися на увазі як старі 125 кГц, так та нові 13,56 МГц RFID-картки. Безконтактні картки також використовують у охоронних системах.
Сучасні безконтактні картки описані в стандарті ISO/IEC 14443 (англ. proximity card). Також існує стандарт ISO 15693 (англ. vicinity card). Безконтактні картки мають діапазон дії 0-15 см, що, здебільшого, дозволяє не діставати картку з гаманця при зчитуванні. Відносно невисока ціна карток дозволяє використовувати їх на об'єктах з великим числом працівників та відвідувачів, таких як кінотеатри, громадський транспорт (для оплати проїзду) або великі офіси. 
Безконтактні картки використовують LC-схему. У такій схемі основними елементами є ІС, конденсатор та котушка індуктивності. Пристрій читання генерує електромагнітне поле, яке викликає струм в котушці, який заряджає конденсатор, а він, у свою чергу, віддає енергію ІВ. Отримавший таким чином живлення мікрочип через котушку передає дані з карти пам'яті на зчитувальний пристрій. 